# Protoptilidae
Protoptilidae Kölliker, 1872 è una famiglia ottocoralli dell'ordine Pennatulacea.

## Descrizione
La famiglia comprende specie coloniali con colonie a simmetria bilaterale, con polipi retrattili disposti in 1-3 serie longitudinali lungo il rachide centrale.

## Distribuzione e habitat
La famiglia ha una distribuzione cosmopolita. Nel mar Mediterraneo è presente la specie Protoptilum carpenteri.

## Tassonomia
Comprende i seguenti generi:
- Distichoptilum Verrill, 1882 (1 specie)
- Protoptilum  Kölliker, 1872 (7 spp.)